# Marco Aurelio Silva Businhani
Marco Aurelio Silva Businhani (sinh ngày 8 tháng 2 năm 1972) là một cầu thủ bóng đá người Brasil.

## Sự nghiệp câu lạc bộ
Marco Aurelio Silva Businhani đã từng chơi cho Shimizu S-Pulse.

## Thống kê câu lạc bộ

### J.League
| Đội             | Năm       | J.League | J.League | J.League Cup | J.League Cup | Tổng cộng | Tổng cộng |
| Đội             | Năm       | Trận     | Bàn      | Trận         | Bàn          | Trận      | Bàn       |
| --------------- | --------- | -------- | -------- | ------------ | ------------ | --------- | --------- |
| Shimizu S-Pulse | 1995      | 14       | 9        | -            | -            | 14        | 9         |
| Tổng cộng       | Tổng cộng | 14       | 9        | 0            | 0            | 14        | 9         |